# Ван Юе Гу
Ван Юе Гу  (англ. Wang Jue Gu, 10 червня 1980) — сінгапурська настільна тенісистка, олімпійська медалістка.

## Виступи на Олімпіадах
| Олімпіада   | Дисципліна       | Місце |
| ----------- | ---------------- | ----- |
| Пекін 2008  | одиночний розряд | =17   |
| Пекін 2008  | командний розряд | 2     |
| Лондон 2012 | одиночний розряд | =5    |
| Лондон 2012 | командний розряд | 3     |